# Lettisk litteratur
Lettisk litteratur eller lettiskspråkig litteratur är den litteratur som produceras på lettiska. 

## Lettiska blir litteraturspråk
En stark folkdiktningstradition har funnits i Lettland sedan urminnes tider, men fram till 1800-talets senare del endast som muntligt berättad litteratur, dainas. Lettiska blev ett litteraturspråk med reformationen: först genom katekeser, sedermera genom Jānis Gliks (1652-1705) bibelöversättning. Det var en krävande uppgift som tog Gliks, ursprungligen från Wittenberg, fjorton år. Tryckningen av en första bibelupplaga kom till stånd 1694 medan Sverige ännu dominerade Rigaområdet och svenska kronan bekostade en utgåva om femtonhundra exemplar. Med den ryska framryckningen under det stora nordiska kriget förlorade Sverige greppet om Lettland. Krigets vindar förde småningom bibelöversättaren Jānis Gliks till Moskva där han verkade intill sin död. 
På grund av krig, epidemier och folkfördrivning avstannade den litterära utvecklingen i Lettland under förra delen av 1700-talet. Först med Gotthard Friedrich Stenders (1714-1796) didaktiska diktning går det att tala om en originell litterär insats i lettisk språkdräkt. Stenders var präst och i sina diktförsök prisade han lutherska dygder som flit, underordning och måttfullhet, samtidigt som han ivrigt fördömde lättja och dryckenskap. Från Stenders penna finns ett knippe lovsånger som kommit att ingå i den lettiska psalmboken. Stenders sammanställde även en första lettisk encyklopedi.

## Nationellt uppvaknande i Lettland
När lettiskan på 1800-talet på allvar etablerade sig som litteraturspråk skedde det som en del av den romantiska kulturrörelsen. Inspiration utgick från Johann Gottfried von Herder 1744-1803 och dennes idé om att den kulturella identiteten tydligast manifesterar sig i den folkliga kulturen. Herder, verksam som präst i Riga en tid, stakade ut kursen åt en hel generation av europeiska romantiker som begav sig ut på jakt efter folkens själ. Nationalromantiken var en förutsättning för den kamp som följde under 1900-talets första skede - kampen för separation från det ryska imperiet och för nationell självständighet. Vägen dit anträddes på 1800-talets mitt med utgångspunkt från universitetet i estniska Tartu. Där bildades Jaunlatvieši, den unglettiska rörelsen, kring Krišjānis Valdemārs (1825-1895) och Juris Alunāns (1832-1864).

## Pumpurs ochBjörndräparen
Ungletterna umgicks med långtgående planer om förnyelse av både litteraturen och samhället. Särskilt ville man att skapa nationellt epos. Ett sådant kom också att skrivas av Andrejs Pumpurs (1841-1902) - en diktare som inte ingick i de akademiska kretsarna. I stället för skolgång blev Pumpurs lott att i unga år följa lantmätare hack i häl genom Lettland. 36 år gammal stred Pumpurs som frivillig mot turkarna i 1877-78 års rysk-turkiska krig. Han enrollerade sig sedan i ryska armén där han gjorde officerskarriär. Efterhand vaknade Pumpurs författarambitioner. Forntiden, det lettiska folkets hedniska och mytiska förflutna, var Pumpurs stora inspirationskälla. Pumpurs ville skildra ett ursprung då folket levde i lycka och frihet – ett förlorat paradis. Denna strävan bar frukt i form av Lāčplēsis (Björndräparen, 1888) en hjältedikt med en titelfigur hämtad från folksagan om Björnöra (Lāčausis). Översättningarna av titeln Lāčplesis har varierat. I dansk översättning heter Pumpurs epos Bjørnedræberen. Juris Kronbergs, den främste introduktören av lettisk litteratur i Sverige, har använt titeln Björnslitaren. På engelska har stycket hetat The Bearslayer. Handlingen i Lāčplēsis utspelar sig på 1200-talet då det tyska ordensväsendet lade Baltikum under sig. Ännu under Pumpurs samtid var den tyska dominansen över kulturen stark. Undertexten i Lāčplēsis riktade sig mot detta tyska herravälde: Lāčplēsis har gudarnas uppdrag att rädda letterna från ondskans representanter – med Mörke riddaren (Tumšais bruņinieks) i spetsen. I en avgörande slutstrid störtar bägge ned i djupet av floden Daugava. Legenden berättar att Lāčplēsis, återuppstånden skall krossa ondskan i en sista strid. Då den utgavs, betraktades Pumpurs dikt som den lettiska litteraturens höjdpunkt. Idag kan Lāčplēsis litterära värde möjligen diskuteras. Ingen förnekar emellertid verkets status som nationalmonument. 
Temat i Lāčplēsis återkom i ny tappning flera gånger under de hundra år som följde. Först kom - under revoltåret 1905 -  Jānis Rainis (1865-1929) med dramat Uguns un nakts (Elden och natten) med ett persongalleri till stora delar överensstämmande med Pumpurs Lāčplēsis. Rainis adderade dock ett tydligt nationellt, separatistiskt budskap. Det var första gången ett sådant krav formulerades i den lettiska litteraturen över huvud taget. Senare blev Lāčplēsis både opera och film. Vid etthundraårsjubileet 1988 hade Lāčplēsis som premiär som rockopera, en redan klassisk uppsättning där handlingen på nytt användes för att igen framhålla det nationella frihetskravet - denna gång gentemot Sovjetunionen. Rockversionen, som blivit omåttligt populär, var faktiskt den första öppna kulturella protesten i den upprorsprocess som ledde fram till befrielsen och grundandet av den andra lettiska republiken 1991. 
Den främste nationalromantiske diktaren vid sidan av Pumpurs var poeten Mikus Krogzemis (1850-1879), väsentligt mer känd under pseudonymen Auseklis. Hans korta liv präglades av konstant kringflackande, till allt väsentligt beroende på upprepade konflikter med myndigheter. Auseklis dikt var fylld av uppmaningar till det lettiska folket att vakna och erövra friheten. Hans ballad Gaismas pils (Ljusslottet) har på 2000-talet aktualiserats genom planeringen av ett nytt lettiskt nationalbibliotek - ett projekt som har uppkallats Ljusslottet.

## Krišjānis Barons och dainasdiktningen

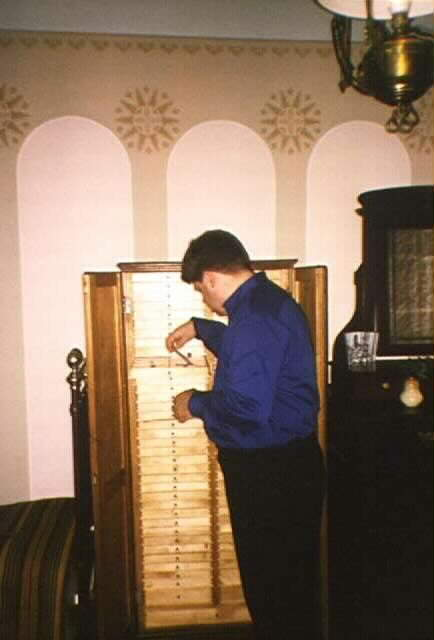
Krišjānis Barons katalogskåp för dainasdikter, Krišjānis Baronsmuseet i Riga.

Nationaleposet Lāčplēsis utgick ifrån ett heroiskt förflutet hämtat – var det meningen – ur folkdjupen. I kartläggningen av den lettiska litterära traditionen kom även en annan typ av dikter - helt utan hjältemodiga inslag till synes: den folkviseaktiga dainasdikten. En dainas består av fyra strofer, var och en om åtta stavelser. De tidigaste nedteckningarna av dainas gjordes på 1600-talet. Hur länge dikterna då hade berättats är okänt. Krišjānis Barons gjorde till sin livsuppgift att samla in, systematisera och – efter decennier av mödosamt arbete – slutligen publicera dainasdiktningen. Den lettiska dainasdiktningen saknar trots sin mildhet inte patriotisk potential. Med detta i minnet kan det te sig paradoxalt att dainasforskningen fick ett uppsving under Sovjettiden. En ofta angiven förklaring är att Lenin någonstans skall ha lovprisat den lettiska folkdiktningen samt uttalat behovet för forskningsinsatser inom ämnet. Kommunistrevolutionärens ord upphöjdes i Sovjet-Lettland till litteraturpolitisk doktrin. Barons litteraturhistorisk insats var enorm, men står sig slätt i idrottslig jämförelse med samtida kompilatörer som norrmännen Jørgen Moe och Ivar Aasen vilka vandrade Norge runt för att nedteckna folksagor och dialekter. Inte heller kan han mäta sig med Kalevalas skapare Elias Lönnrot som sprang och rodde sig genom Finland. Barons lät helt lugnt sina studenter springa medan han själv komfortabelt styrde arbetet från bostaden i Riga. Bidragen strömmade in. Perioden 1894-1914 granskade Barons över en miljon dainasverser. För att underlätta sorteringen av dikterna lät han tillverka ett skåp, en stadig pjäs, med ett stort antal utdragslådor. I dessa arkiverade han dikterna efter kategori: sångdikter, dikter om livets lopp, arbetet, samhället, kriget, högtiderna, mystisk dikt samt frivoliteter. Till karaktären är dainas lätta att läsa och att avnjuta men svårare att fånga betydelsen av. Både form och innehåll anknyter till bondelivet; diktens rytm sägs associera till arbetets tempo – bommens slag på väven eller räfsans ritsch på åkern. Dainas befolkas av både människor och Gud samt änglarna däremellan. Gudsbilden är inte ointressant. Herren skildras som en ihärdig arbetskarl – en trägen odlare som förvaltar sin himlagård. I himlen går vardagens arbete lätt som en folkdans och när det är fest spelar Gud på sitt strängaspel medan änglarna dansar. Av de mest framträdande figurerna i dainas kan nämnas ödesgudinnan Laima, åskguden och smeden Perkons samt den opålitlige Jods, en sorts Lokefigur. Människorna tillskrivs sitt värde utifrån hur duktigt de är arbetar. Upp och nedvända världen gäller beträffande traditionellt virila företräden: hjältemod är lika med gudatrots och krigföring en uteslutande negativ kraft. Dygder som däremot hyllas är mänsklig enkelhet, jordbundenhet, respekt för de gamla och för djuren. Dainasdikterna är uråldriga. Varken Barons eller andra i hans efterföljd kunde fastslå deras ålder. Barons själv blev 88 år och hans stora betydelse underströks av att 10 000-tals sörjande letter 1923 kantade hans väg till den sista vilan.

## Realister och frihetsrörelser
I Baltikum fanns inte något litterärt program för litteraturens modernisering av det slag som Georg Brandes förkunnade i Skandinavien. Men även i Lettland utvecklades den litterära realismen som en reaktion mot den högspända romantiska diktningen, men också genom insipprande impulser från utländska inspiratörer, i synnerhet de ryska realisterna. De första stegen i realistisk riktning togs av brödraparet Matiss och Reinis Kaudzīte. Kaudzītebrödernas realistiska roman Mērnieku laiki (Lantmätarnas tid) kom 1879 – väl att märka samma år som realismen erövrade den skandinaviska litteraturen, i prosan genom Strindbergs Röda rummet och på teatern med Henrik Ibsens Et dukkehjem. Handlingen i Mērnieku laiki utspelade sig i författarnas samtid och skildrade händelserna kring en skiftesrörelse, sedan lantmätaren kommit till byn för att mäta upp och fördela odlingsjorden. Associationer till ryske Nikolaj Gogol (1809-1852) och dennes teaterstycke Revisorn ligger nära till hands eftersom förvecklingarna uppstår sedan en myndighetsperson gjort entré och skapar turbulens genom sitt uppdrag.
Den särskilt språkmäktige lettiske poeten Eduards Veidenbaums (1867-1892) kom att ingå i skaran av unga döda poeter. Veidenbaums utövade genom sin diktning ett betydande inflytande på den kulturradikala rörelsen Jaunā strāva (Den nya strömmen) som hade uppstått på 1890-talet. Jaunā strāva anfördes av författarparet Jānis Rainis (1865-1929) och Aspazija (1868-1943). Jaunā strāva-diktarna ville radikalisera författarrollen. Det duger inte för poeten, skrev Aspazija, att vagga mänskligheten till söms – den måste väckas och upplysas! Väckelsen handlade främst om att kampen lettisk självständighet. Rainis den förste som fullt ut krävde upprättandet av en autonom lettisk stat, i det här ovan omtalade dramat Uguns un nakts. Rainis teaterstycken verkar fortfarande spelbara. Hösten 2000 gick dennes pjäs Jāzeps un viņa brāļi (Josef och hans bröder)en tid på Orionteatern i Stockholm. 
Jaunā strāva var en pådrivande kraft i uppmarschen mot 1905 års revolt. Det imperialistiska Ryssland skakades av inre oro efter att kriget mot Japan hade utvecklat sig till en katastrof. Samtidigt drog en protestvåg med nationalistiska och sociala förtecken över imperiet. De våldsammaste upploppen ägde rum i Sankt Petersburg men även Baltikum riste av oroligheter. I Riga drabbade folkhopar samman med militär. I bygderna lynchades medlemmar ur godsägarklassen av uppretade lantarbetare. Revolten slogs ned. Efterspelet blev brutalt. I Lettland fängslades och deporterades många av upprorets ledare, däribland många författare. Andra flydde utomlands, bland dem Rainis och Aspazija som tillbringade det mesta av tiden fram till 1920 i schweizisk exil. Trots exilen kunde Rainis texter utkomma i Riga – något som tyder på att de ryska myndigheterna fruktade honom som republikansk agitator i högre grad än som diktare. I efterdyningarna av 1905 års händelser kom de lettiska diktarna Kārlis Skalbe och Jānis Akuraters till Norge. De kom senare att göra viktiga insatser som introduktörer och översättare av norsk litteratur i Lettland.

## Från Stalins död till idag

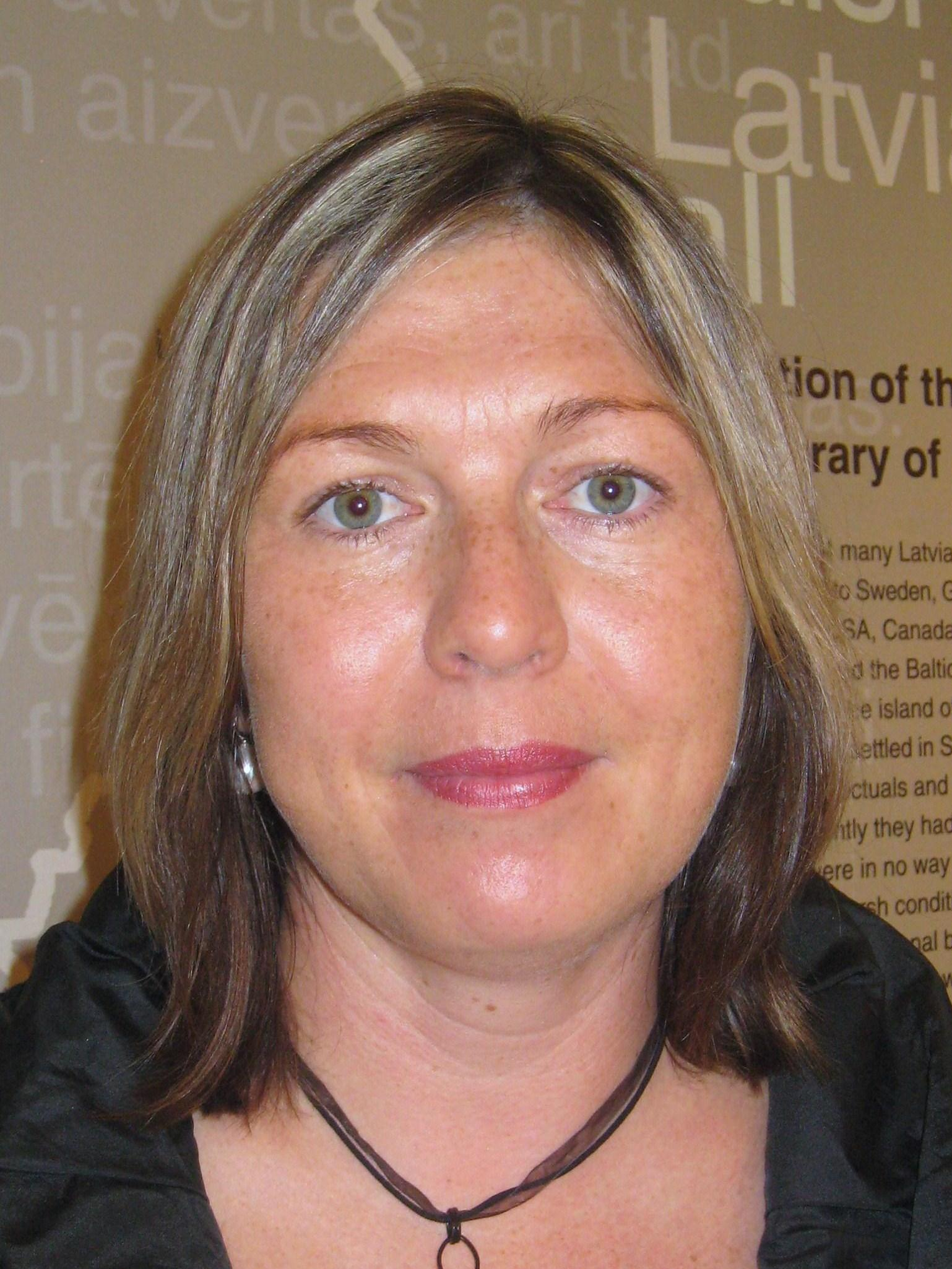
Novellisten Nora Ikstena, 2008